# アーネスト・メジャー
- アーネスト・メジャー
- アーネスト・メイジャー

アーネスト・メジャー（Ernest Major, 1841年 - 1908年）はイギリスの貿易商で、中国における近代的新聞の創設者である。
清の同治11年（1872年）に「申報」を創刊し、創刊当初から、ニュース、評論、文芸欄と広告などの項目を設け、中国の近代的新聞雑誌の基本的なスタイルを確立した。彼はニュース事業においても積極的に改革を行い、各都市にレポーターを設け、特派員を派遣して戦時のニュースを取材し、電報を使って当日のニュースを配信し、さらに“号外”を発行して重要なニュースを速報することに努めた。増刊号として全て口語体で構成された「民報」を創刊、さらに、画報「世界の画報」を創刊し、新聞の付録として読者に送付するなど、中国のニュースの史上では初めての試みを次々に行った。
また、木版で印刷された名著「武英殿聚珍版叢書」160点余りを活字版で復刻し、当時の人文学者から大きな注目を集めるとともに、さらにまた「古今図書集成」を印刷発行し、中国のみならず東西の人々からもそれを“康煕の百科全書”の“メジャー版”であるとまで称されて絶賛された。